# Orphella catalaunica
Orphella catalaunica är en svampart som beskrevs av Santam. & Girbal 1998. Orphella catalaunica ingår i släktet Orphella och familjen Legeriomycetaceae.   Inga underarter finns listade i Catalogue of Life.